# Enyo Fossae
Le Enyo Fossae sono una struttura geologica della superficie di Venere.